# Triodia adriaticus
Triodia adriaticus (лат.) — вид чешуекрылых насекомых из семейства тонкопрядов.

## Распространение
Известны из Словении, Хорватии, Северной Македонии и Греции, включая остров Крит. Информация об обитании бабочки в Италии сомнительна.

## Образ жизни
WITT (1987) описывает (со ссылкой на наблюдения в Истрии): «Часто встречаются в конце сентября, но летают недолго, становясь редкими в начале октября. Встречаются только в узко ограниченных местах вблизи моря. Пропадают в лесной зоне. Появляются вскоре после наступления темноты, самки позже только летят на свет».